# 真佛宗
真佛宗（しんぶつしゅう）は、道教・顕教・密教を融合した、台湾独自の密教の新興宗教である。台湾よりアメリカに渡った盧勝彦により創立された。その教えには道教の秘密文書「符籙（ふろく）」や風水学を含み、伝統仏教の諸仏菩薩の教えを尊び、同時に道教での神性である瑤池金母、天上聖母などを祀り、密教の四加行を信徒の日常の勤行としている。真仏宗の関係情報は、台湾文化部編纂の台湾大百科全書における台湾中央研究院の丁仁傑による「真佛宗解説」も参考可。

## 創立
1975年より、宗主盧勝彦は霊魂学と宗教修行法門について研究する書籍を書き始め、これまで232冊余りを出版した。1973年に台中に慈恵堂分堂「慈恵雷蔵寺」を設立し、1982年には「霊仙宗」の名で宗派を創立したが、後に名称を盗用されたため、1984年に「真佛宗」と改称した。

## 教義
「明心見性、自主生死」を宗旨とし、密教の「四加行」を信徒の日常勤行とする。形式上は、浄土宗、禅宗、密教の特色を備え、「敬師、重法、実修」を強調し、実修実証により、仏の法は理性的な智恵であり迷信ではないことを証明する。諸悪をなさず、善行を修め、心の中で自省することを介し、「密教」の修行法によって、「身業・口業・意業の三業を清め、三業を三密に転じる」という成仏の理想に到達する。

## 修行法門
密教の四加行を基礎とし、その後上師相応法・本尊法等の高層法門に進み、本尊と相応合一する即身成仏の境地に至る。密教修持の法門のほかに、高王観世音経と真仏経もまた尊び誦ずる経典である。

## 創始者盧勝彦

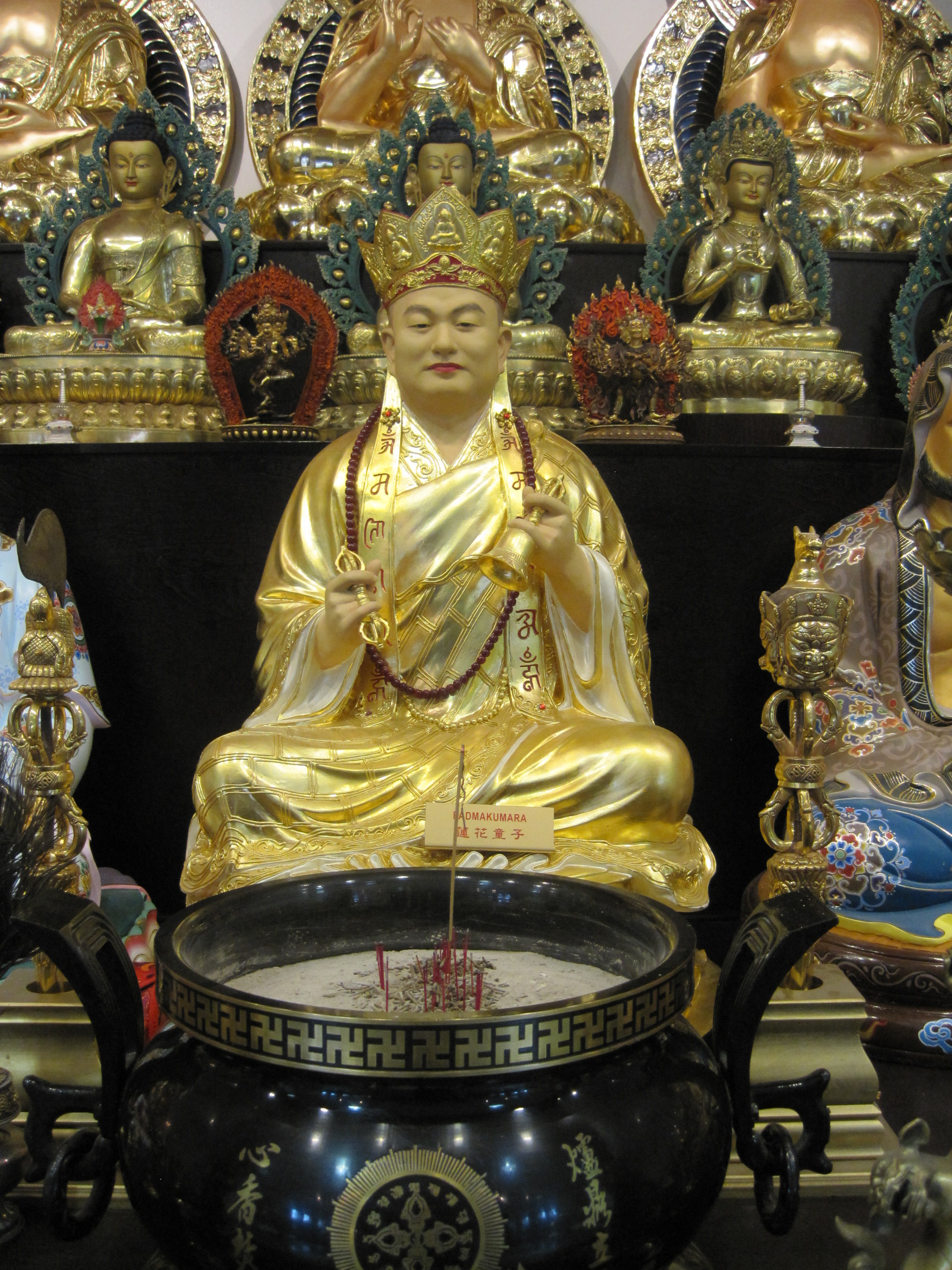
蓮生活仏の塑像

盧勝彦は貧しい家に生まれ、学費を負うことができず大学入学試験を諦め、軍校に進んだ。中正理工学院卒業後、１０年間中華民国陸軍に服役し、少校として退役した。若い頃キリスト教を信仰し「聖書研究会教師」の職についたこともあったが、２６歳の時母親に伴って台中玉皇宮に参るという偶然から仏道の修行の路に入った。
当初は霊魂学、道教、仏学の書籍の執筆と吉凶占いで名を上げたが、これにより暴力団と警察の両方から恐喝を受けた。1970年、盧勝彦は仏教の印順長老に帰依した。1976年「霊仙宗」を創立。1982年、一家でアメリカシアトルへ移住。1984年「霊仙宗」の教団名が盗用され中華民国内政部に登録されたため、教団名を「霊仙真佛宗」、通称「真佛宗」と改称した。
1985年にはアメリカシアトルに、最初の雷蔵寺「シアトル雷蔵寺（Ling Shen Ching Tze Temple）」を建立した。1986年、シアトル近郊の雷蔵寺で正式に出家したが、その際の剃度師は盧勝彦の弟子であり、香港慧泉寺の住職である釈果賢法師であった。盧勝彦は吉凶占いの霊験があるため、信徒や弟子は済公活仏のような尊敬を込めて「蓮生活仏」と呼ぶ。盧勝彦は２０余歳のとき、台中玉皇宮にて青い衣の婦人に天眼を開かれた後、自身が西方極楽浄土の摩訶双蓮池の大白蓮華童子が下界に降臨したものであると知った。彼は道教・顕教・密教全てを伝承しており、あるものは人間伝承であり、あるものは虚空伝承である。一般的に、このような伝承は、転生法位継承者が幼少のころより認定を受け修行を開始するような伝承とは異なるものと考えられる。

## 道教の伝承
「清真道長（了鳴和尚）」が道法・符籙・及び地理風水を授けた。

## 顕教の伝承
李炳南居士の導きにより、1970年に印順導師に帰依した後、前後して楽果法師・道安法師にも帰依した。1972年４月南投碧山岩寺にて菩薩戒を受け、戒牒番号は第三四三六号である。盧勝彦の述べるところによれば、李居士を訪問した際、李居士はこう問うた。「仏を学んでどうするか。」盧は「成仏します。」と答えた。李居士はこの答えをなかなか良いと考えたという。

## 密教の伝承
灌頂は以下のとおりである。カギュ派：「十六世大宝法王」より「五仏厳頂灌」「秘密大灌頂」の灌頂を受け「大手印法」を伝授された。ゲルク派：「吐登達爾吉上師」より金剛鈴杵（無上密灌頂と同等）を贈られ、「大威徳金剛法」(瓶・五仏・無上密)を授かる。サキャ派：「薩迦證空ラマ」より「大円勝慧法」を授かり、ラマより直接諸戒律と阿闍梨灌頂・無上密・道果等を受ける。ニンマ派：「了鳴和尚（真清道長）」が密教を教授し、中国の密教及びチベット密教ニンマ派の多くの仏法及び灌頂を得た。台北総持寺：「普方金剛上師」の準提観音の灌頂。

## 虚空の伝承
「阿弥陀仏」の付託を受け、「釈迦牟尼仏」より授記し、「弥勒菩薩」より紅冠を戴く。「蓮華生大士」より密法（ニンマ派の大円満法灌頂及び阿闍梨灌頂）並びに「大円満法」を伝授される。盧勝彦がアメリカシアトル雷蔵寺にて「六祖壇経」を講義した際、かつて瞑想中に達磨祖師に出会ったことを語った。彼は祖師に尋ねた。「あなたはなぜ片方の草履を残して、もう一方だけを持っていたのですか。」祖師は答えた。「今まで誰もそのことを訪ねなかったが、今日お前が訪ねた。その片方の草履はお前にやろう、そして残してきた片方は二祖である慧可への印可を示すものだ。」以上より、盧勝彦は禅宗の虚空伝承も受けたものとみられる。

## 説教の場所

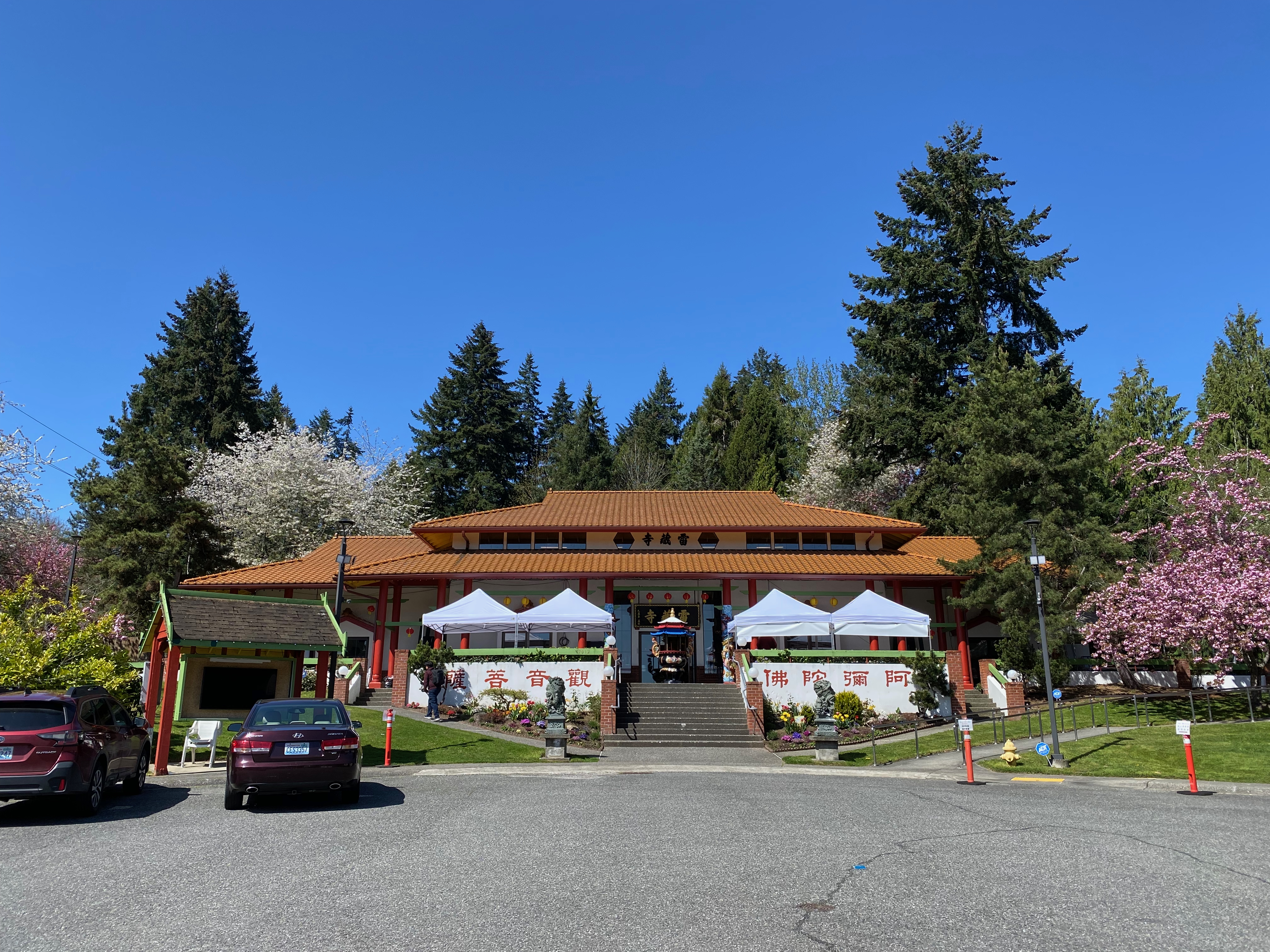
シアトル雷蔵寺

- シアトル雷蔵寺
- 台湾雷蔵寺
- 日本住吉山雷藏寺
- 普覚同修会（横浜市南区通町２−２１）

## 宣伝組織
- 紙メディア：主に《真佛報》、《燃燈雑誌》，大燈文化出版からは盧勝彥文集、開示集、画集などの作品を出版している。
- ネットメディア：主に「真佛情報ネット」「世界真佛報」の２大公式ウェブサイトがあり、シアトル雷蔵寺サイト・台湾雷蔵寺サイトを通じて毎週土日に盧勝彦が主催する同修法会又は護摩法会が生中継される。
- テレビメディア：三番組を主とし、盧勝彦の講義と説法、その他関連活動の報道に分かれ台湾のテレビ局で放映している。

## 教育組織
- サンガ教育：台湾南投の真佛宗威徳仏学院学士クラスで行われる。
- 社会教育：アメリカサンフランシスコの紫蓮国際学校で、１年生から１２年生まで学べる。

## 慈善組織
- 世界華光功徳会は1993年7月30日、初代総会長釈蓮慈（俗名白善智）上師が蓮生仏盧勝彦の命により、カナダバンクーバーにて登記設立した。仏陀の「無縁大慈、同体大悲」の理念を宗旨とし、医療・社会救済・教育・文化の四つの大きな志を推進し、今日では88箇所の支部が全世界に広がっている。

- 台湾華光功徳会は1995年7月11日、中華民国内政部の許可により正式に設立されその名を「中国真佛宗華光功徳会」と定めた。また2007年2月には裁判所に「社団法人中国真佛華光功徳会」の登録が行われたが、地域・人種・宗教・年齢・性別に関わらず会員募集と救済を行い、善行に務め、仏陀の「無縁大慈・同体大悲」の理念を実践する公益慈善団体である。毎月台湾全土の僻地を巡回するボランティア検診、コミュニティサービス・急難救助・困窮学童への長期資金援助・慈善慰問活動を行う。生活講座・仏学講座の開催、仏教書籍の印刷配布、研修会の開催、無料葬儀サービスを提供する。[4]

- 香港華光功徳会（A Drop of Life:いのちのしずく）は香港特別行政区にて登録する慈善団体である。中国内地の僻地にこれまで何度も赴き、被災者援助・就学援助・貧者扶助・及び定期的な区域内の貧困独居老人のための大型慈善公演や物資の配布、老人ホームの訪問等を行っている。2004年より、積極的に中国内地の乾燥地域に雨水収集装置を建設している。今では中国西北部の乾燥地域に40,717個の雨水収集装置が作られ、30万人を超える人々の渇水問題を改善した。

## 盧勝彦佈施基金会
- 盧勝彦佈施基金会が2009年に創立され、盧仏青博士が最高責任者を務める。[5]

## 参考資料
1. ↑  丁仁傑、社会分化と宗教制度の変遷、台湾、聯経出版世界公司、2004-08-15。 ISBN 9789570827323 （中文）
2. ↑  丁仁傑、中央研究院民族学研究所副研究員、真仏宗（http://taiwanpedia.culture.tw/web/content?ID=1830&Keyword=%E7%9C%9F%E4%BD%9B%E5%AE%97）、台湾大百科全書Encyclopedia of Taiwan。
3. ↑  真佛宗について（http://www.tbsn.org/)
4. ↑  點滴是生命（A Drop of Life、いのちのしずく）（http://www.llcs.org.hk/index.php?tn=about-us&lang=tw）。
5. ↑  盧勝彦佈施基金会会長盧仏青はかつて、スイス駐在のシャネル社の知的財産権弁護士であり、「障害児童協会」（Association for the Help of Retarded Children or AHRC）及び「ニューヨーク法律援助グループ」（New York Legal Assistance Group or NYLAG）にも勤務した。サンタクララ大学（Santa Clara University）理科学士、イェシーバー大学（Yeshiva University）法律博士学位を取得。ワシントン大学(University of Washington)にて非営利事業管理のディプロマ取得、ワシントン州・ニューヨーク州の弁護士免許を持つ。